# 東京建築カレッジ
東京建築カレッジ（とうきょうけんちくカレッジ）は、東京にある職業能力開発短期大学校で、認定職業訓練を行うための施設である。東京都知事により、職業能力開発促進法に基づく認定職業訓練のための施設として認定を受けている。「高度職業訓練専門課程　居住システム系建築科」を設置している。
東京土建一般労働組合が1994年設立した職業訓練法人東京土建技術研修センターが運営している。

## 概要
ドイツのマイスター制度をモデルに「働きながら学ぶデュアルシステム」を採用している。
「日本における建築の基本は木造建築にあり、大工技術が担ってきた」という考え方で、実技実習授業では伝統的な大工技術の演習を重視している。入学後すぐに大工手道具の使い方の授業が始まる。木造軸組みの実習棟実習では伝統構法も体験できる。
2年間、約2900時間の訓練（授業）時間は、施工系、構造系、計画系、情報系、専門教養科目で構成されている。
1年次に「飯能・秩父宿泊研修」、2年次に「奈良宿泊研修」等がある。2年次には埼玉県南西部の西川林業地の林業家の協力で「林業研修」も行なっている。
2年次には、自由テーマで「卒業制作」に取り組む。卒業制作発表会は公開で行っている。

## 教育宣言
2016年4月、教務運営委員会で以下の「教育宣言」を策定した。
今、建築の現場で目立つのは、組み立て作業です。材料は工場でつくられたもの。分業や効率化も進み、全体が見えにくくなっています。建築の本質や知識、技術・技能を、建築の現場だけで習得することが難しい現実があります。東京建築カレッジは、こうした状況を踏まえ、働きながら学ぶために設立されました。
学びの中心は、高度な木造建築技術。豊富な森林資源が育んだ日本の建築文化を生かし、発展させることも使命です。この課題を、建設事業主の皆さんと共有し、次の時代を担う建築の専門家を育てます。

## 沿革
- 1996年 職業能力開発短期大学校東京建築カレッジとして開校。
- 1997年 練馬実習場を開設
- 2006年 10周年記念式典を挙行
- 2011年 15周年記念式典を挙行
- 2012年 実習場を移転、江東実習場を開設
- 2016年 20周年記念式典を挙行

## 基礎データ

### 学校長
- 初代(開校～2011年3月31日)

藤澤好一(芝浦工業大学名誉教授)
- 2代目(2011年4月1日～)

小林謙二(関東学院大学名誉教授)

### 所在地
- 東京建築カレッジ(池袋)

東京都豊島区池袋1-8-6
- 東京建築カレッジ(江東実習場)

東京都江東区北砂1-15-12

### アクセス
- (池袋)

JR池袋駅北口より徒歩8分
- (江東実習場)

都営地下鉄新宿線 西大島駅「A4出口」から徒歩20分
都バス(都07)（錦糸町駅-門前仲町駅）「北砂2丁目」下車　徒歩7分
都バス(亀29)（亀戸駅-なぎさニュータウン）「北砂2丁目」下車　徒歩7分

### 入学資格
建築の仕事に携わりながら建築技術者・技能者を志す意欲ある者。①高校卒業以上、②18歳以上で学校長が①と同等と認めた者
実務経験の有無は問わない

## 設置訓練科
設置している訓練科は、高度職業訓練専門課程　居住システム系建築科である。

## 募集人数
- 居住システム系建築科:20名[2]